# Szabadesés (Fekete tükör)
A Szabadesés a Fekete tükör című brit sci-fi sorozat nyolcadik epizódja, amit a sorozat showrunnere, Charlie Brooker írt, Rashida Jones és Michael Schur közreműködésével, és Joe Wright rendezett. 2016. október 21-én mutatta be a Netflix, a harmadik évad többi részével egyszerre.
Az epizód cselekménye egy olyan világban játszódik, ahol egy ötcsillagos értékelési rendszerrel mondhatnak egymásról véleményt az emberek, és az összetett érték hatással van a társadalmi státuszukra. Lacie (Bryce Dallas Howard) egy fiatal nő, aki szeretne magának venni egy luxuslakást, ám ahhoz, hogy ezt megtehesse, fel kell tornáznia az értékeit. Kapóra jón számára, hogy régi gyerekkori barátnője (Alice Eve) felkéri, hogy legyen a koszorúslánya az esküvőjén, ahol talán sok jó pontot szerezhet.
Miután a sorozat jogai átkerültek a Channel 4-tól a Netflixhez, a költségvetés is jóval nagyobb lett. Charlie Brooker írta meg a forgatókönyv vázlatát, majd Michael Schur írta meg az alapján az első felét, Rashida Jones pedig a másikat. A felvételek Dél-Afrikában készültek, és a korábbi részekhez képest a hangulat sem annyira komor, sőt már-már komikus jelenetek is szerepelnek benne.
Az epizód pozitív fogadtatásra lelt, sokan dícsérték a pasztell színvilágot, a zenét, és Howard színészi játékát. Kritika csak a kiszámíthatóságot és a befejezést illette. A történetben megvalósított technika kísérteties hasonlóságot mutat a Peeple alkalmazással, illetve a Kínában bevezetett szociális kreditrendszerrel. A részt több díjra is jelölték, 2018-ban még egy társasjáték is megjelent az alapján.

## Cselekmény
A társadalom egy olyan szintre fejlődött, hogy mindenkinek a szemébe különleges implantátumok vannak beépítve, és ezeken keresztül megoszthatóak a napi tevékenységek, továbbá egymás tevékenységeit egy ötcsillagos pontozással lehet értékelni. Az így kapott összpontszám alapján járnak előnyök vagy hátrányok a való életben.
Lacie Pound a 4,2-es átlagát szeretné feltornázni legalább 4,5-ösre, ugyanis csak így kaphat kedvezményt egy luxuslakásra, amit kinézett magának. Hiába csinál azonban bármit, az értékei stagnálnak, és nem tudnak jobban emelkedni. Beszél egy szakértővel, aki azt javasolja, hogy szerezzen pontokat már eleve magasra értékelt emberektől. Lacie feltölti egy régi gyerekkori rongybaba fényképét, amit még a gyerekkori barátnőjével, Naomival csináltak. Naomi meglátja a képet, ad rá 5 csillagot, majd felhívja Lacie-t, közölve, hogy hamarosan férjhez megy, és szeretné, ha ő is eljönne, mint tiszteletbeli koszorúslány és tartana egy beszédet. Lacie elfogadja a meghívást, mert abban bízik, hogy a sok vendég majd jól feltornázza a pontszámait.
Csakhogy az utazás napján számos kellemetlenség éri, ami miatt úgy alakul, hogy a pontszáma 4,2 alá kezd esni. A repülőtéren törlik a járatát, és a csökkent pontszámával már nem jogosult arra, hogy átkerüljön egy másik gépre. Mikor a repülőtéren botrányt csinál, emiatt nemcsak a pontszáma esik, de egy egész pontot elvesznek tőle 24 órára. Így viszont kénytelen egy ócska autóval továbbmenni, de az végül lemerül. Stoppolni kényszerül - Susan, az 1,4 pontos kamionsofőr veszi fel őt. Susan elmondja neki, hogy valaha őt is érdekelte, hogy hány pontja van, de azóta már nem, hogy a férje meghalt rákban, mert a pontszáma miatt nem volt jogosult az életmentő kezelésre. Azt is elmondja, hogy azóta sokkal szabadabbnak érzi magát.
Útközben már Naomi kezdi el hívogatni Lacie-t, arra kérve, hogy el ne jöjjön, mert a negatív pontszámától már saját magát kezdi el félteni. Lacie ettől csak feldühödik és csakazértis odamegy. Beszökik, megszerzi a mikrofont, és elkezdi mondani a beszédét, csakhogy abba beleszövi a gyerekkori inzultusokat is, amiket Naomitól szenvedett el. Végül kést ragad és azzal fenyegetőzik, hogy elvágja a baba nyakát. A vendégek elkezdik lepontozni Lacie-t, aki ezzel 1 csillag alá esik. Őrizetbe veszik és kiműtik a szemimplantátumát. Mikor észreveszi, hogy se ő, se a mellette lévő cellában lévő férfi nem látják egymás pontszámát, élvezettel kezdik el egymást sértegetni, tudván, hogy ez következmények nélküli.

## Szereplők
| Szerep                              | Színész             | Magyar hang     |
| ----------------------------------- | ------------------- | --------------- |
| Lacie Pound                         | Bryce Dallas Howard | Ruttkay Laura   |
| Naomi Jayne Blestow                 | Alice Eve           |                 |
| Susan                               | Cherry Jones        | Molnár Zsuzsa   |
| Ryan Pound                          | James Norton        |                 |
| Paul                                | Alan Ritchson       | Kovács Lehel    |
| Hansen                              | Demetri Goritsas    | Lux Ádám        |
| Chester                             | Kadiff Kirwan       | Seder Gábor     |
| Férfi a börtönben                   | Sope Dirisu         | Molnár Levente  |
| Ted                                 | Clayton Evertson    | Szatmári Attila |
| Chuck                               | Shane Zaza          | Szalay Csongor  |
| Elektromos töltőállomás asszisztens | Andrew Roux         | Mészáros Máté   |

## Az epizód készítése
Ez volt az első rész, amely a Netflix berkein belül készült, miután túllicitálták a Channel 4 ajánlatát. Ennek megfelelően a költségvetés is magasabb lett. A történetet Brooker még a sorozat első évada után találta ki, eredetileg egy filmhez, ami ekkor fordított volt: a főszereplő egy komédia keretében próbálta egyre lejjebb vinni a pontszámait, a "Repülők, vonatok, automobilok" című film stílusában utazva.
Rashida Jones és Michael Shur írták meg a forgatókönyvet, akik korábban már dolgoztak komédiasorozatokon (pl. Városfejlesztési osztály), de együtt még sosem dolgoztak. A harmadik évad epizódjai közül ez volt a harmadik, amelyiknek a felvételeit elkezdték, melyet négy hét alatt fejeztek be a dél-afrikai Knysna városában. A Netflix kérésére a részt 4K felbontásban forgatták le. A képi világ esetében a pasztellszínek dominálnak, amely a rendező Joe Wright ötlete volt. Költségvetési okokból a jelenetek, amelyekben Lacie autót vezet, nem valódi terepen zajlottak, hanem vetített háttér előtt.
Bryce Dallas Howard játssza a főszereplő Lacie-t, és a szerep kedvéért felszedett 15 kilót, ugyanis elmondása a szerint a testszégyenítés is az epizód egyik fontos mögöttes témája - és ehhez igazítottan találta ki Lacie félelmet és depressziót is magában hordozó nevetését.

## Forráshivatkozások
1. ↑  Fekete tükör - III/1. rész: Szabadesés - ISzDb. iszdb.hu. (Hozzáférés: 2023. június 21.)
2. ↑  Lee, Benjamin. „Black Mirror review – Charlie Brooker's splashy new series is still a sinister marvel”, The Guardian, 2016. szeptember 16. (Hozzáférés: 2023. június 21.) (brit angol nyelvű)
3. ↑  Rashida Jones and Michael Schur talk about bringing funny to Black Mirror (angol nyelven). The A.V. Club, 2016. október 22. (Hozzáférés: 2023. június 21.)
4. ↑  How Charlie Brooker went from columnist to screenwriter (angol nyelven). The Independent, 2017. december 4. (Hozzáférés: 2023. június 26.)
5. ↑  published, Mehera Bonner: Bryce Dallas Howard on Body Image, Social Media, and Gaining 30 Pounds for 'Black Mirror' (angol nyelven). Marie Claire Magazine, 2016. október 26. (Hozzáférés: 2023. június 26.)

## Fordítás
Ez a szócikk részben vagy egészben  a   Nosedive (Black Mirror) című angol Wikipédia-szócikk ezen változatának fordításán alapul.  Az eredeti cikk szerkesztőit annak laptörténete sorolja fel. Ez a jelzés csupán a megfogalmazás eredetét és a szerzői jogokat jelzi, nem szolgál a cikkben szereplő információk forrásmegjelöléseként.